# Anton Gisler
Anton Gisler (25 de marzo de 1863 en Bürglen-Suiza, † 4 de enero de 1932 en Coira (Chur)-Suiza ) fue un teólogo suizo y obispo coadjutor de Coira.

## Vida
El hijo de Xaver Gisler y su esposa Katharina (nacida Schuler) asistió a la escuela secundaria en Alterador y Einsiedeln . De 1881 a 1888 estudió en la Pontificia Universidad Gregoriana de Roma, donde recibió su doctorado en filosofía y teología . Ordenado sacerdote en Roma el 28 de octubre de 1887, era profesor en la escuela cantonal de Uri en 1888 y recibió al capellán en su ciudad natal en 1890. En 1893, el obispo Johannes Fidelis Battaglia lo nombró profesor de dogmática, pastoral y homilética en el seminario de St. Luzi en Coira (Chur). En 1900 fue cofundador y luego empleado de la revista Schweizerische Rundschau. Canónico en 1906 y rector del seminario de la diócesis de Coira (Chur) en 1913 . El 20 de abril de 1928, el papa Pío XI lo nombró coadjutor del obispo Georg Schmid von Grüneck con el derecho de sucesión y simultáneamente obispo titular de Milevum (Milevi). Fue consagrado el 1 de julio de 1928 por el nuncio apostólico en Suiza, el arzobispo Pietro di Maria, junto con Georgius Schmid von Grüneck, obispo de Chur y Robert Bürkler , obispo de St. Gallen . Sin embargo, no alcanzó el obispado de Coira, porque falleció unos meses antes que su predecesor.
Su obra literaria más importante es El Modernismo (Der Modernismus), de 1912, que sigue la línea antimodernista del Papa Pío X. Sin embargo los contemporáneos atestiguaban cierta tendencia modernista.